# Grefrath (Nadrenia Północna-Westfalia)
Grefrath – miejscowość i gmina w zachodnich Niemczech, w kraju związkowym Nadrenia Północna-Westfalia, w rejencji Düsseldorf, w powiecie Viersen.

## Współpraca
Miejscowości partnerskie:
- Frévent, Francja
- Gerbstedt, Saksonia-Anhalt